# 2004年网球大师杯赛
2004年網球大師盃賽於2004年11月13日至11月21日在美國休斯頓西城網球俱樂部舉行。

## 冠軍得主

### 單打
羅傑·費達拿 擊敗  安德烈·阿加西（6–3、6–2）
- 羅傑·費達拿奪得今年第11座ATP單打冠軍，也是生涯第22座單打冠軍。

### 雙打
鮑勃·布賴恩 /  邁克·布賴恩 擊敗  韋恩·布萊克 /  凱文·烏利耶特（4–6、7–5、6–4、6–2）

## 外部連結
- 官方網站（页面存档备份，存于）